# Alfred Loewy
Alfred Loewy (20 juin 1873 - 25 janvier 1935) est un mathématicien allemand qui travaille sur la Théorie des représentations. Les anneaux de Loewy, la longueur de Loewy, la décomposition de Loewy et les séries de Loewy portent son nom.
Il est le professeur de Wolfgang Krull et Friedrich Karl Schmidt.

## Livres
- Versicherungsmathematik, 1903 [1]4th ed, 1924 [2]
- Lehrbuch der Algebra, 1915
- Grundlagen der Arithmetik 1915
- Mathematik des Geld- und Zahlungsverkehrs, 1920 [3]